# Matija Dulić
Matija Dulić rođ. Jaramazović (Đurđin, 17. svibnja 1912. – 2003.) je bila bačka hrvatska književnica, slikarica i skupljačica materijalnih vrijednosti kulture bačkih Hrvata. Pisala je pjesme, pripovijetke, crtice, a napisala je i jedan roman.
Rodila se na đurđinskim salašima, u bogatoj seljačkoj obitelji bunjevačkih Hrvata. Osnovnu školu je pohađala u rodnom Đurđinu. Srednju školu (građansku) je pohađala u Subotici i Novom Sadu. Nakon završene srednje se vratila u Đurđin.
Tada je upoznala supruga, također iz ugledne obitelji bunjevačkih Hrvata, Kalora Dulića.
Nakon drugog svjetskog rata njena obitelj je došla na udar komunističkih vlasti. Onda su jugoslavenske vlasti proganjale "kulake", bogatije seljake, i oduzimale im zemlju i ostale posjede. Onda su im vlasti ponudile da će im zemlja ostati, ako budu prokazivali i uhodili druge, što su odbili.
1969. je postala članicom Hrvatskog-kulturno prosvjetnog društva "Matija Gubec" iz Tavankuta, a iduće 1970. se počela baviti izradom slika u tehnici slame. Pored tih, crtala je i slike uljnom tehnikom. S HKPD-om je izlagala diljem SFRJ. Njene najbolje slike su u eskpresionističkom stilu. Danas su izložene u Pastoralnom centru u njenom rodnom selu Đurđinu.
Bila je gošćom brojnih televizijskih i radijskih emisija te na raznim susretima kulture, od općinskih do saveznih.
Kao skupljačicom narodnog blaga bunjevačkih Hrvata je značajna po tome što je sakupila preko 100 vrsta čipaka, svojstvenih bunjevačkim Hrvatima te preko stotinu primjeraka bijelog veza, t.zv. "šling"a.
Pjesme je počela pisati 1986. godine. Tema su joj bile teme, kako je sama napisala, sve što joj je bilo "drago i blisko": o svojoj djeci, unučadi, rodnom selu, žitu, salašu, ravnici, pritom napućujući da se sve to voli, a kroz sve se provlači "kako dostojno živjeti i biti dobar čovjek". Pisala je na materinjem narječju, na novoštokavskoj ikavici bunjevačkih Hrvata. Izričaj joj je bio bogat i slikovit. Pored pjesama je pisala i pripovijetke. Objavljivala ih je u vjerskom listu "Bačko klasje", u kalendaru Subotičkoj Danici te još nekima. Jednu njenu zbirku je objavilo i Hrvatsko književno društvo svetih Ćirila i Metoda. Mnoge pjesme joj još nisu objavljene. 

Napisala je i jedan roman koji sadrži dosta autobiografskih osobina.
U braku sa suprugom Kalorom je rodila šestoro djece.
Izjašnjavala se Hrvaticom (u rukopisu njenog Životopisa, napisala je "Još kao djevojka upoznala sam narodne običaje i folklorne tradicije Bunjevaca-Hrvata".)

## Djela
- Rasuto vlaće, zbirka pjesama, 1988.
- Životopis (ostao u rukopisu)

- značajnije slike
- Dida s lulom
- Gnijezda lastavice i rode
- Salaš u magli